# Hemiteles
Hemiteles is een geslacht van insecten uit de orde vliesvleugeligen (Hymenoptera) en de familie Ichneumonidae.

## Soorten
- H. albanicus Habermehl, 1926
- H. albipalpis Brischke, 1888
- H. albotrochanteratus Constantineanu & Constantineanu, 1968
- H. amboniger Townes, 1983
- H. antarcticus Tosquinet, 1900
- H. bipunctator (Thunberg, 1822)
- H. bizonatus Pfankuch, 1910
- H. brunnipes Ratzeburg, 1852
- H. cincticornis Ashmead, 1890
- H. cingulatorius Morley, 1912
- H. collinus Costa, 1885
- H. completus Ratzeburg, 1848
- H. confusus Fonscolombe, 1852
- H. coxalis Brischke, 1892
- H. crassiceps Ratzeburg, 1844
- H. cylindrithorax Taschenberg, 1865
- H. dispar Ratzeburg, 1844
- H. erythrocerus Fonscolombe, 1852
- H. fasciatus Heer, 1850
- H. gastrocoelus Ratzeburg, 1852
- H. hirashimai Momoi, 1970
- H. hirsuta Statz, 1936
- H. hospes Ratzeburg, 1848
- H. incertus Taschenberg, 1865
- H. lapidescens Brues, 1910
- H. leucomerus Ratzeburg, 1852
- H. liambus Thomson, 1885
- H. lucidulus Fonscolombe, 1852
- H. lundensis Ratzeburg, 1844
- H. maricesca Schwarz & Shaw, 2000
- H. moldavicus Constantineanu & Mustata, 1972
- H. monospilus Gravenhorst, 1829
- H. nasutus Holmgren, 1856
- H. nigricans Provancher, 1882
- H. obtectus Brues, 1910
- H. pauper Habermehl, 1909
- H. phloeas Boie, 1855
- H. piceus (Bridgman, 1883)
- H. pictilis Hedwig, 1932
- H. politus (Ashmead, 1906)
- H. priscus Brues, 1910
- H. punctatus Ratzeburg, 1848
- H. pygmaeus Brischke, 1888
- H. rubropleuralis Kiss, 1929
- H. rufigaster Horstmann, 1990
- H. rufipes Taschenberg, 1876
- H. similis (Gmelin, 1790)
- H. spilopterus Schiodte, 1839
- H. spinator Schiodte, 1839
- H. subglaber Townes, 1983
- H. texanus Ashmead, 1890
- H. thoracicus Ratzeburg, 1852
- H. trichocampi Boie, 1855
- H. veternus Brues, 1910